# Trần Hưng Đạo

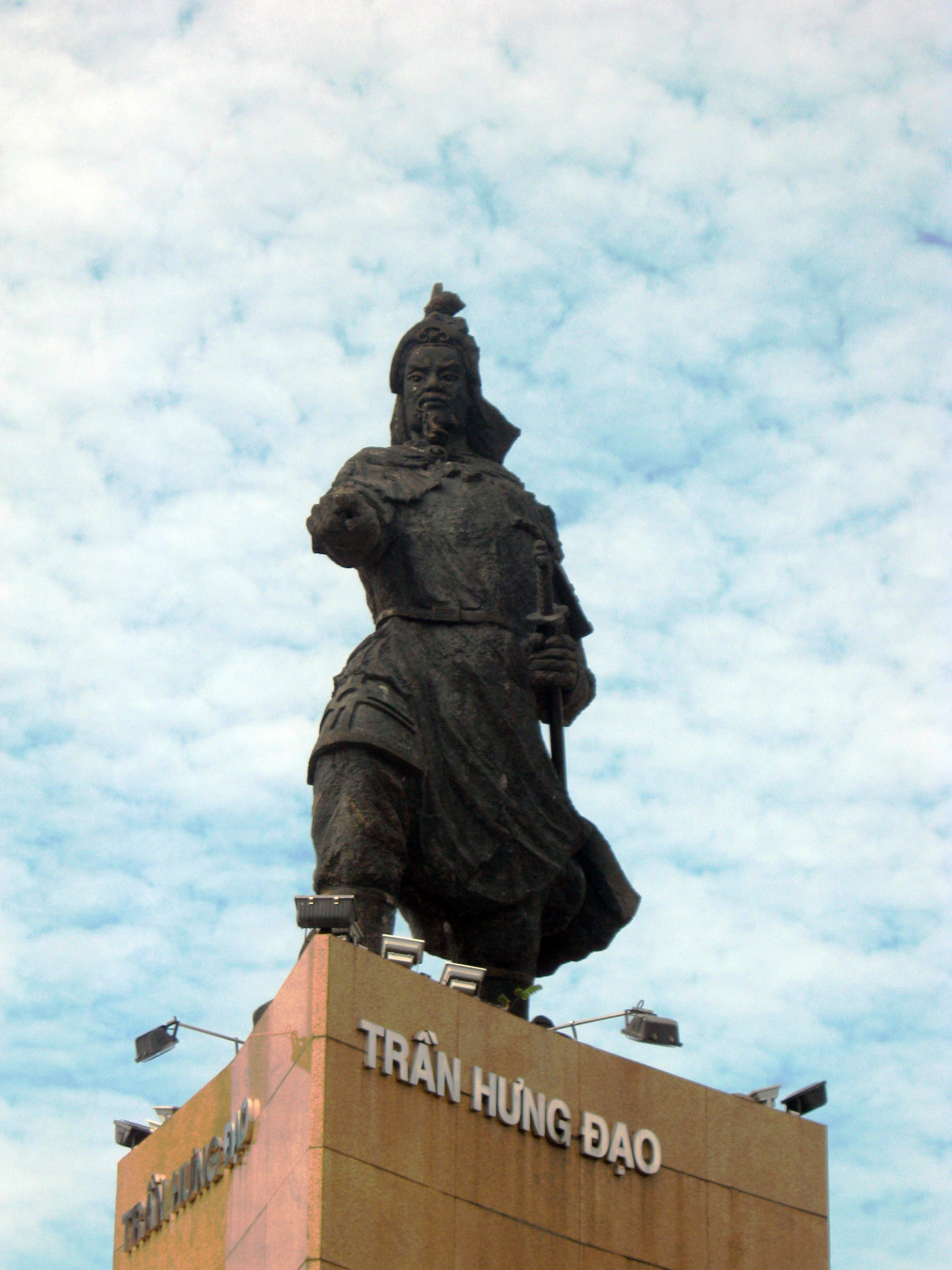
Statue Trần Hưng Đạos in Ho-Chi-Minh-Stadt

Trần Hưng Đạo (陳興道) (* um 1228; † 1300) war ein vietnamesischer General während der Trần-Dynastie. Er wurde als Trần Quốc Tuấn (陳國峻) geboren. Seine zahlreichen Siege über die Yuan-Dynastie unter Kublai Khan gelten als die bedeutendsten militärischen Erfolge in der Geschichte Vietnams.
Trần Quốc Tuấn war der Sohn von Trần Liễu, dessen jüngerer Bruder Trần Cảnh erster Kaiser der Trần-Dynastie wurde. Da die Ehe zwischen Trần Cảnh und der letzten Kaiserin der Lý-Dynastie Lý Chiêu Hoàng kinderlos blieb, zwang ihn sein Onkel Trần Thủ Độ Trần Liễus Frau zu heiraten, die bereits im dritten Monat schwanger war. Damit wollte Trần Thủ Độ den Thron für die Trầns festigen. Da Trần Liễus Aufstand gegen Trần Cảnh zu seinen Lebzeiten erfolglos blieb, suchte er die besten Lehrer, um seinen Sohn Trần Quốc Tuấn zu unterrichten. An seinem Sterbebett trug er ihm die Aufgabe auf, das Reich für seine eigene Familie zu erobern.
Trần Quốc Tuấn (bekannt unter dem Namen Trần Hưng Đạo) erwies sich als kluger Mann, doch anstatt den Worten seines Vaters zu folgen, hielt er das Wohl des Reiches für wichtiger. Als talentierter Militärstratege hielt er die gesamte militärische Macht in den Händen, stand jedoch immer loyal zum Kaiser.
Zusammen mit seinem Cousin Trần Quang Khải (Sohn von Trần Cảnh) gehörte er zu den ersten Ministern des Reiches Đại Việt.
Trần Hưng Đạo war bekannt dafür, dass er die Talente seiner Mitstreiter erkennen konnte und sie einsetzte. So dienten ihm damals in Politik und Militär bekannte Männer wie Phạm Ngũ Lão, Trương Hán Siêu, Phạm Lãm, Ngô Sĩ Thường, Nguyễn Thế Trực.
Zwischen 1257 und 1288 versuchten die Mongolen unter Kublai Khan in drei Invasionen, das Reich Đại Việt und das Champa-Reich zu erobern, scheiterten aber in allen drei Versuchen. Die letzte vernichtende Niederlage erlitten sie 1284 im Bạch-Đằng-Fluss im Delta des Roten Flusses. Trần Hưng Đạo bediente sich einer Kriegslist, die bereits Ngô Quyền im Jahre 938 verwendet hatte, um das Reich aus der chinesischen Herrschaft zu befreien und damit zum ersten Mal unabhängig von China werden zu lassen. Dabei ließ er im Flussbett Pfähle aufstellen und lockte in kleinen Booten die schweren mongolischen Dschunken in das Delta. Als die Ebbe einsetzte, wurden die mongolischen Dschunken zerstört.
Die Schlacht am Bạch-Đằng-Fluss ging als bedeutende militärische Schlacht in die vietnamesische Geschichte ein. Dadurch wurde Trần Hưng Đạo zum vietnamesischen Volksheld. (Nachzulesen im Band 23 der US-amerikanischen Colliers Encyclopedia unter Vietnam Geschichte)
Trần Hưng Đạo schrieb seine Militärstrategien in den Werken "Binh thư yếu lược" und "Vạn kiếp tông bí truyền thư" nieder, die jedoch verloren gingen.
Er war der Meinung, dass ein zufriedenes Volk sowie gute, wohlwollende Führung der Truppen die Basis für ein mächtiges, vereintes Land bilden.
Nach seinem Tod im Jahre 1300 ernannte ihn der Kaiser zum "Hưng Đạo Vương" (Königstitel), daher ging er in die Geschichte Vietnams als Trần Hưng Đạo ein.